# Gieorgij Bakłanow
Gieorgij Andriejewicz Bakłanow, ros. Георгий Андреевич Бакланов, właśc. Bakkis (ur. 23 grudnia 1880?/4 stycznia 1881 w Rydze, zm. 6 grudnia 1938 w Bazylei) – rosyjski śpiewak operowy pochodzenia łotewskiego, baryton.

## Życiorys
Ukończył studia w Konserwatorium Kijowskim oraz w Mediolanie u Vittoria Vanzy. Zadebiutował na scenie w 1903 roku w operze w Kijowie w Demonie Antona Rubinsteina. W latach 1905–1909 występował w Teatrze Bolszoj w Moskwie. Występował na scenach europejskich, m.in. w Paryżu, Mediolanie i Wiedniu, a także w Teatrze Wielkim w Warszawie (1912, 1913, 1914 i 1930). Śpiewał też w Stanach Zjednoczonych, w Bostonie (1909–1911 i 1915–1917) i Chicago (1917–1926), w nowojorskiej Metropolitan Opera wystąpił tylko raz, w 1910 roku.
Zasłynął przede wszystkim tytułowymi rolami w Rigoletcie Giuseppe Verdiego, Kniaziu Igorze Aleksandra Borodina i Borysie Godunowie Modesta Musorgskiego, jako Mefistofeles w Fauście Charles’a Gounoda i Scarpia w Tosce Giacomo Pucciniego. Zachowały się nagrania płytowe jego głosu z lat 1910–1930.